# Micranthes apetala
Micranthes apetala är en stenbräckeväxtart som först beskrevs av Charles Vancouver Piper, och fick sitt nu gällande namn av John Kunkel Small. Micranthes apetala ingår i släktet rosettbräckor, och familjen stenbräckeväxter. Inga underarter finns listade i Catalogue of Life.